# アポロンの嘲笑
『アポロンの嘲笑』（アポロンのちょうしょう）は、中山七里の推理小説。『小説すばる』にて2013年5月号から2014年3月号まで連載された。
作品の舞台は、東日本大震災直後の福島県である。物語は事件を追う刑事・仁科忠臣と、逃げる被疑者・加瀬邦彦の2つの視点で交互に展開していく。

## 執筆に至る経緯
著者の中山は、震災から約2年が経っていた時期にこの作品の構想を練り始めたが、その時すでに、震災時のリアルな雰囲気は世の中から失われているように感じていた。そのため、編集者からもらった“クローズド・サークル”というキーワードを聞いて、3.11直後の日本を“密閉された空間”だと捉え、そこに目的を持った男の逃走劇を組み入れるという構図で書くことを決めた。
また、あまりにも影響の大きい出来事だったため、写真や映像では記録できない“感情”というものを作家として形にしなければならないという使命感もあり、自分自身の主張というよりも日本人それぞれが当時、混乱や怒り、危機感などをどのように感じていたかということを意識して書き上げたという。

## あらすじ
未曾有の大災害・東日本大震災からわずか5日後の2011年3月16日、福島県石川郡平田村の金城和明宅で長男の金城純一が刺されたという一報が入る。近隣住民からの通報を受けて平田駐在所の巡査・友井が駆け付けた時、被害者の純一は脇腹を刺された状態ですでに絶命しており、被疑者・加瀬邦彦が純一に覆いかぶさっている状態であった。震災や津波、および福島第一原子力発電所事故の影響によって大混乱に陥り、通常業務はおろか人員確保すら難しくなっていた福島県警石川警察署であったが、刑事課所属の仁科忠臣と城田が被疑者移送のために金城家に向かう。邦彦は事実確認にも素直に頷き、抵抗する様子もなくパトカーに乗り込むが、仁科は残された純一の家族の反応を訝しく思う。いくら家族同然の付き合いをしていたとはいえ、普通であれば息子を殺した憎き邦彦に対して激しく罵ってもおかしくないこの状況で、父親の金城和明は「邦彦……すまない。」と謝り、妹の金城裕未は邦彦にすがり、「行かないで！」と取り乱していたのだ。そしてどういう意味かと聞く仁科の質問にも答えないまま、邦彦は移送中に起きた余震の隙をついて逃亡する。
福島県警に帳場が立ち、第1回捜査会議で仁科は邦彦を取り逃がしたことをねちねちと責められる。しかし仁科はそれよりも、会議になぜか警察庁警備局の公安の人間が参加していることが気にかかっていた。捜査報告により、被害者の純一には過去に傷害致死で服役した前科があったことや、事件当日は酩酊状態であったこと、最初に刃物を持ち出したのは純一であったことなどが明らかになったため仁科は再び金城家を訪れるが、そこにはまたしても公安が先に訪れており、盗聴器すら仕掛けていた。公安がマークしているのは邦彦ではなく純一や金城一家なのか？ 真意を測りかねた仁科は公安の溝口に直球で目的を聞くが、もちろん答えは返って来ず、仁科の上司である小室が調べても福島県警の公安には情報が下りていないなど、違和感だらけの印象が残る。
さらなる捜査により、邦彦が阪神・淡路大震災で両親を亡くしていることや、その後は大阪にある叔父・加瀬亮一の加瀬鉄工所に引き取られて生活していたことがわかったため、仁科は大阪へ向かう。亮一の邦彦に対する物言いはまるで他人事だったが、隣人の証言により実は邦彦は亮一に暴力を受けながらも必死に働いていたことや、亮一の鉄工所を出た後のどの職場でも真面目さや手先の器用さが評価されていたことなどが判明し、仁科の邦彦に対する心証は良い方向へと変わっていく。一方、純一の周辺からは前科についてはもちろん「目付きが悪い」「不気味」など辛辣な答えばかりで、借金取りのような不審な男が自宅周辺をうろついていたという目撃証言すら出てきた。
当初とは逆転してきた印象、そして県警のヘリコプターや自衛隊のカメラ、民家からの通報によって足跡を辿るとどうやら福島第一原子力発電所がある大熊町に向かっていると思われる現在の邦彦。目的は一体何で、この事件の真相はどこにあるのか。答えが掴めず焦燥感にかられる仁科に対し、一歩先を行く公安の溝口は「たまには経済紙で3.11以降の債券市場を眺めるんだな」という謎の言葉を残す。
一方、福島第一原発では3号機建屋で水素爆発が起こる中、東京消防庁ハイパーレスキュー隊や陸上自衛隊が温度が上昇してきている使用済み燃料プールへの放水を始めていた。しかし4号機建屋の中に探査型ロボットを入れて確認したところ、燃料プールの真下の支柱近くにプラスチック爆弾が仕掛けられているのが発見される。

## 登場人物

### 警察関係者
仁科 忠臣（にしな ただおみ）
石川警察署刑事課所属の刑事。係長。相手の心理を探る時、その相手の顔をじっと見るクセがある。
震災時、妻は官舎にいたため無事だったが、息子は女川町の実家に遊びに行っており、津波直後に様子を見に行ったが実家は跡形もなく現在も行方不明のままである。
城田（しろた）
石川警察署の刑事。仁科の部下。実家は喜多方市にある。
小室（こむろ）
石川警察署刑事課長。仁科の直属の上司であり、2年前に課長に昇進した。捜査畑を渡り歩いてきたため現場のこともよく知っており、事務処理能力にも長けていて部下を道具のように扱わないため、上からも下からも信頼が厚い。いつも落ち着いた口調で話し、どんな時も声を荒らげることがない。慎重ではあるが、検挙実績や県警本部での立場に対して無頓着といったわけではなく、人一倍ある貪欲さをその顔の下に隠しているようにも見える。
国澤（くにざわ）
石川警察署署長。
田所（たどころ）
鑑識課員。
友井（ともい）
平田駐在所の巡査。通報を受け、金城家に真っ先に駆けつけた。
滑川（なめかわ）
刑事。仁科に加瀬の寮の鍵を渡す。
湯島（ゆしま）
福島県警本部管理官。権威主義。
韮山（にらやま）
福島県警本部課長。
溝口（みぞぐち）
警察庁警備局外事課第五係（対朝鮮半島の防諜が主な任務）所属。40代前半くらい。中肉中背、角刈りでメガネをかけており、細い眉と薄い唇が酷薄そうに見え、どことなく陰険そうな目つきをしている。太った男とペアで動いている。
木島（きじま）
相馬警察署の刑事。平成15年に純一が起こした傷害事件の担当者。仁科よりは年上らしいが、忙しい中の問い合わせに対しても真摯な対応をとる。

### 金城家
金城 和明（かねしろ かずあき）
金城家当主。16年前に須磨区で阪神・淡路大震災に被災後、家族全員で神戸から引っ越してきた。東電の子会社に勤めており、福島第一原発で働いている。
金城 宏美（かねしろ ひろみ）
和明の妻。
金城 純一（かねしろ じゅんいち）
和明と宏美の長男。31歳。東電の玄孫請けの会社に所属し、福島第一原発で働いていた。平成15年4月に居酒屋で堤健二という男を酒の上でのトラブルで殺し、傷害致死で実刑判決を受け、福島刑務所に収監されたが、4年後の平成19年4月に仮釈放となっている。お酒が入ると別人になる。映画が唯一の趣味。
金城 裕未（かねしろゆみ）
和明と宏美の長女で純一の妹。目はクリクリとして大きく、華奢な体つきで顔も小さい。邦彦とは3つ違い。信用金庫に勤めている。本好き。

### その他
加瀬 邦彦（かせ くにひこ）
昭和62年5月20日生まれの20代。若いのに精悍な面構えをしている。東電の6次請けの会社「リーブル」（純一の会社とは異なる）から派遣され、福島第一原発で働き、会社の寮「メゾン・スカイパーク」203号室に住んでいる。
危険を察知する能力は人一倍あり、喧嘩っ早くもなかったため、子供の頃から怪我は少なかった。須磨区の定禅寺に住んでいた時、父・泰造（たいぞう）と母・あずさを阪神・淡路大震災で亡くし、その後は大阪の叔父・亮一の元に引き取られ、7歳から18歳までを過ごす。工業高校の機械科で資格を取得。卒業後は亮一の工場から出たいと打ち明けるも反対されたため、黙って家を出る。しかし就職先は次々と倒産。ハローワークでたまたま出会った小学校からのクラスメイト・斉藤が持っていた求人（資格不問・日当2万）に応募したところ、それが福島第一原発での仕事だった。純一とは同じ須藤班で、原発内でパイプが破裂して純一が支柱の下敷きになっていたのを助けたことから家族ぐるみで仲良くなった。
純一の妹の裕未と恋仲になり、結婚したいと打ち明けたところ純一に猛反対されたため、逆上して刺殺したとして逮捕される。
加瀬 亮一（かせ りょういち）
邦彦の叔父。工務店を営んでいる。50代前半で未婚。小柄で、丸くて愛嬌のある顔立ちをしている。兄の泰造（邦彦の父）のことを、成績も顔も品行も良く昔から贔屓されていたと快く思っておらず、その鬱積した思いを息子の邦彦にぶつける。マスコミの前では慈悲深さをまとった叔父の顔を見せるが、実際は邦彦には腕力を見せつけてこき使い、邦彦宛ての義捐金も搾取していた。
楠見（くすみ）
邦彦の会社の寮「メゾン・スカイパーク」の舎監。禿げあがった60代の男。
須藤 勝次（すどう かつじ）
「メゾン・スカイパーク」156号室の住人。蓬髪に無精ひげ、雑巾のような体臭がしている。福島第一原発での邦彦と純一の班の班長。
島袋（しまぶくろ）
邦彦が原発で働き始める際、下請け会社について説明していた人事担当者。
西郡 加奈子（にしごおり かなこ）
平成15年に純一と付き合っており、結婚する予定だった1つ年下の女性。当時純一が勤めていた相馬市の食品加工の会社の同僚だった。
父親と2人暮らしだったが、震災により父親は行方不明となっている。
堤 健二（つつみ けんじ）
加奈子の元恋人。別れたにもかかわらず純一との間に割って入り、暴力や金の強奪など度々行いつきまとっていた。外国籍。
堤 剛志（つつみ たけし）
健二の兄。長身、細面で額が狭く、長い髪を結っている。
森下（もりした）
加瀬工務店に隣接する「森下工務店」の店主の妻。亮一がマスコミなどに明かす話は全て嘘っぱちで、日々亮一から虐待のような扱いを受けながらも健気に働き続け、高校卒業後には「いつも見守っていてくれてありがとうございました」と、隣人達に挨拶して回っていて泣けたと邦彦をかばう。
斉藤 主浩（さいとう かずひろ）
邦彦が大阪で転入した小学校のクラスメイトで、父親が皆警察官という4人組のリーダー。目立つ邦彦が気に食わず、熾烈にいじめる。邦彦が反抗するようになってからは毎日のように殴り合い、その関係は中学生になっても続いたが、次第にお互い相手の耐性と許容範囲など暗黙の了解のもとでやるようになり、邦彦が進路を決めたことをきっかけにその関係は終わる。
中学卒業から6年後、ハローワークで偶然邦彦と再会する。
岩根（いわね）
陸上自衛隊中央特殊武器防護隊の隊長。福島第一原発において、使用済み燃料プールへの注水作業を指揮している。この期に及んでも情報を出し渋る東電に不信感を抱いている。

## 書評
書評家の杉江松恋は、「作者は現実の地名や震災にまつわる実際にあった出来事をあえて意図的に文中に織り込むことで、風化させてはいけない東日本大震災での出来事…多くの人々によって救われた命もあったが、その裏で福島第一原子力発電所事故のような人災も発生していたということを改めて再現し、読者の記憶に留め、警鐘の鐘を鳴らしている。」と述べ、また、著者については「水上勉や松本清張のように、接写と俯瞰の2つのカメラを同時に操る技能でもって作品が名著と呼ばれるようになった領域に挑戦しようとしている。」と評価した。

## 書籍情報
- 単行本：集英社、2014年9月5日発売、ISBN 978-4-08-771575-0[4]
- 文庫本：集英社文庫、2017年11月17日発売、ISBN 978-4-08-745661-5、解説：村上貴史[5]